# Cambridge-reglerne
Cambridge-reglerne var fodboldregler der første gang blev vedtaget på Cambridge Universitetet i England i 1848, af en kommitee der inkluderede Henry de Winton og John Charles Thring. Der er også notable for at tillade målspark, indkast, fremadrettede afleveringer og for at forhindre løb mens der holdes på bolden. Disse regler influerede på udviklingen af fodbold, australsk fodbold og senere regler. I 1863 spillede en revision af reglerne en vigtig og signifikant  rolle i udviklingen af de regler der blev til fodbold.

## Cambridge-regler cirka 1856
Ingen kopier af reglerne fra 1848 har overlevet, men de følgende universitetsregler fra omkring 1856 eksistere stadig på Shrewsbury skolebibliotek.
Reglerne for Universitets Fod Bold Klubben
1. Denne klub skal kaldes University Foot Ball Club.
2. Ved starten af spillet, skal bolden sparkes op fra midten af banen: efter hvert mål skal der være en opspark på samme måde.
3. Efter et mål, skal det tabende hold starte bolden igen; holdene skifter mål, medmindre en forudgående aftale om det modsatte er indgået.
4. Bolden er ude når den har passeret linjen med flagposter på begge sider af banene, hvorefter den skal kastes direkte ind igen.
5. Bolden er bagved når den har passeret målet på begge sider af det.
6. Når bolden er bagved, skal den bringes fremad fra det sted den forlod banen, ikke mere end ti skridt væk, og startet igen.
7. Mål er når bolden er sparket gennem flagposterne og under snoren.
8. Når en spiller griber bolden direkte fra foden, må han sparke til den, uden at løbe med den. På intet andet tidspunkt må bolden blive berørt med hænderne, udover hvis den skal stoppes.
9. Hvis bolden har passeret en spiller og kommer fra en retning af hans eget mål, kan han ikke rører den før modstanderne har sparket til den, medmindre mere end tre fra det modsatte hold før ham. Ingen spillere er tilladt at slentre mellem bolden og modstanderens mål.
10. På intet tidspunkt er det tilladt at holde en spiller, skubbe med hænderne eller lave benspænd. Alle spillere må forhindre en anden i at nå bolden, såfremt de holder sig inden for ovenstående regler.
11. Enhver kamp skal afgøres af majoriteten af mål.

(Underskrevet)
H. Snow, J. C. Harkness; Eton.
J. Hales, E. Smith; Rugby.
G. Perry, F. G. Sykes; University.
W. H. Stone, W. J. Hope-Edwardes; Harrow.
E. L. Horner, H. M. Luckock; Shrewsbury.